# بيراها
بيراها (بالبرتغالية: pirarrãs ،piraãs ،pirahãs ،mura-pirahãs‏) هي أحد الشعوب الأصلية الموجودة في غابة الأمازون بالبرازيل، من مجتمعات الصيد وجمع الثمار.
وهم يعيشون أساسا على ضفاف نهر مايسي في هومايتا ومانيكوري في ولاية الأمازون. واعتبارا من عام 2010، بلغ عددهم 420 فردا.

## روابط خارجية
- Google map of the location where Daniel Everett lived with the Pirahã[بحاجة لمصدر]
- A Conversation with Augusto and Yapohen Pirahã A conversation with Jose Augusto and Yapohen Pirahã, who represent the leadership of the Pirahã tribe. (Portuguese with English subtitles.)